# シルヴィア・ペイン
シルヴィア・メイ・ペイン（Sylvia May Payne、旧姓: ムーア（Moore）、1880年11月6日 - 1976年5月30日）は、イギリスにおける精神分析学の先駆者の一人である。

## 若年期

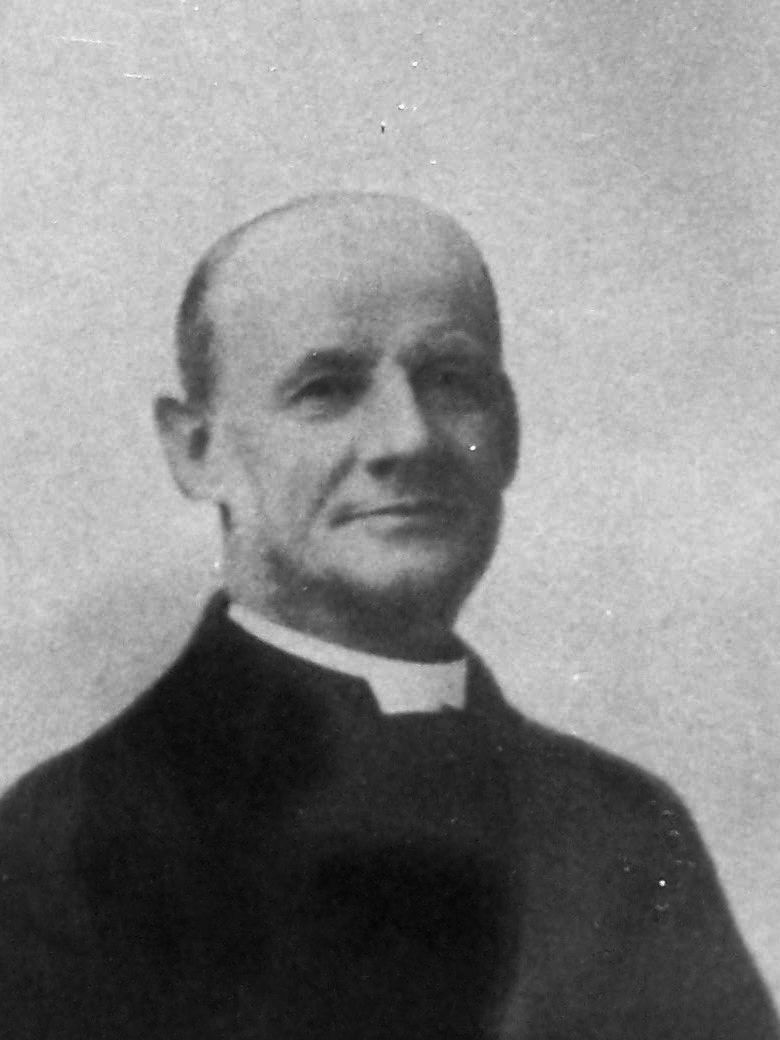
ペインの父であるエドワード・ウィリアム・ムーア

ロンドンのメリルボーンにおいて、シルヴィア・メイ・ムーアの名で牧師のエドワード・ウィリアム・ムーアとその妻であるレティシアとの間に生まれる。父親はブランズウィック・チャペルの教会管理司祭やハイアー・ライフ運動の信奉者で、ケズウィック・コンベンション創設者のひとりとなった人物である。ムーアはウィンブルドン・ハイ・スクール、ウェストフィールド・カレッジ（現在のロンドン大学クイーン・メアリー校）、およびロンドン女子医学校（現在のユニヴァーシティ・カレッジ・ロンドン医学部）で教育を受けた。1906年に資格を取得し、1908年に結婚するまで王立フリー病院で予約係を受け持っていた。
第一次世界大戦が勃発している中で、ペインは負傷兵達用の赤十字病院があるトーキーで指揮官や軍医に従事した。その業績に対し、1918年度女王誕生記念叙勲において大英帝国勲章コマンダーに叙せられた。

## 職歴
戦争中に精神分析学に興味を抱き、ブランズウィック広場にあるメディコ精神分析クリニックでエドワード・グローバーとともに訓練を受けた。ドイツのベルリンに渡った彼女はハンス・サックスとともに分析を行い、カール・アーブラハムと知り合いになった。1922年に英国精神分析学会の準会員となる。1926年にはアーネスト・ジョーンズがいるロンドン精神分析クリニック（現在の英国精神分析学会）の精神科医となり、学会の正会員にもなった。ペインは精神分析に対する強力な主張者であり、精神分析に関する著作を多く執筆した女性多作家でもあった。ジョーンズは大きな影響力を持つペインに学会の運営を任せた。1929年にオックスフォード大学で行われた国際会議にジョアン・リビエールとともに幹事として出席した。ペインはマリオン・ミリネルやチャールズ・ライクロフトを専門に精神分析を行った。
1941年から1945年にかけて、オーストリアの精神分析家であるメラニー・クラインとイギリスの精神分析家でジークムント・フロイトの娘であるアンナ・フロイトとの間を取り持つ仲裁者の一人として、物議を醸す議論において重要な役割を果たした。彼女は戦争によりロンドンに向かうことができない会員が連絡を取り合えるようにとの目的で、討論を正確に記録できる速記者を組織したのである。同時にエドワード・グローバーを中心とする学会内で憲法討論会が行われた。その結果、グローバーは学会から脱退することになり、アンナ・フロイトは訓練委員を辞任した。
1944年に学会の会長に就任し、同時にアーネスト・ジョーンズが名誉会長に就任した。ジョン・ボウルビィ、アンナ・フロイト、ウィリ・ホッファー、メラニー・クライン、スーザン・サザーランド・アイザックス、アドリアン・スティーヴンやジョン・リックマンなどの臨時委員会のメンバーとともに訓練に関する議論を担当した。「3つの区別された訓練が生じた」ことが英国独立系団体の主要メンバーとして台頭することになる理由となった。1947年に会長職を終えたが、1954年から1956年にかけて英国妊産婦相談所（BPAS）の所長に再び就任した。1962年に英国妊産婦相談所の名誉会員に選出された。さらには英国心理学会フェローにも就任した。

## 私生活

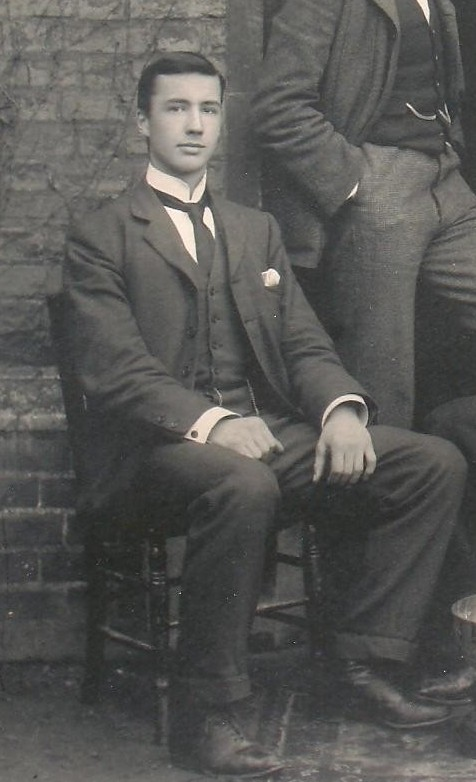
ジョン・アーネスト・ペイン

1908年、1899年と1900年のザ・ボート・レースでケンブリッジ大学の選手としてボートを漕いでいたジョン・アーネスト・ペインと結婚した。彼は1900年にヘンリー・ロイヤル・レガッタでのスチュワーズ・チャレンジ・カップで優勝したレアンダークラブの4番舵手（ストローク）を担当していた。息子のケネス・マーティン・ペインはボートの選手としてオリンピックに参加し、もう一人の息子であるアンソニー・マンク＝マンソン・ペインはエール大学の医学部教授や世界保健機関（WHO）の代表補佐を歴任した。ペインの弟であるヘンリー・マンク＝マンソン・ムーアはセイロン島の提督であった。

## 死
タンブリッジ・ウェルスで余生を送ったシルヴィア・ペインは95歳で亡くなった。

## 出版
- 女性であることの信念（1935年）
- 病的執着者の自我発達に関する観察記録（1939年）